# Bertha Rosanova
Bertha Rozenblat mais conhecida pelo seu nome artístico Bertha Rosanova (Santos, 31 de agosto de 1930 - Rio de Janeiro, 13 de outubro de 2008) foi uma bailarina brasileira.

## Biografia
Bertha Rozenblat recebeu de Eugenia Feodorova o nome artístico Bertha Rosanova. Iniciou os estudos de ballet na Escola de Danças do Teatro Municipal do Rio de Janeiro criada por Maria Olenewa, aos oito anos de idade.
Revelando enorme precocidade, Bertha ingressou no Corpo de Baile Oficial do Teatro Municipal do Rio de Janeiro aos 13 anos e despontou como a primeira bailarina do Teatro Municipal aos 15 anos. Em 1959, trouxe para o Rio o ballet “O Lago dos Cisnes”, celebrando a primeira apresentação da versão completa da peça em todas as Américas. Bertha recebeu o título de primeira bailarina absoluta, título exclusivo de artistas considerados perfeitos, e inédito no ballet brasileiro.
Em 1976, fez uma rápida participação na Novela Pai Herói.